# 舞林大道
《舞林大道》是金星娛樂事業股份有限公司所製作、中國電視公司監製的舞蹈選秀節目，2008年8月24日開播，2009年3月停播。由黑人陳建州及大S徐熙媛擔當主持。節目宗旨與金星娛樂製作之選秀節目《超級星光大道》類似，選出最受歡迎之舞星。固定評審有Kimiko、大目、張勝豐老師等。該節目不僅於中視無線台播出，另外自2008年8月30日起台灣時間（UTC+8）每週六20點於中天娛樂台首播。

## 節目由來
2008年電視選秀節目盛行，金星娛樂遂決定另開一新型態選秀節目，並以舞蹈作為選秀標準，《舞林大道》便應運而生。而國外已有相同題材之節目已播出多年，一般認為美國福斯電視網所播映之《舞林爭霸》（So You Think You Can Dance）應是該節目走向的參考模範。

## 播出時間
以下列出之時間，以台灣時間（UTC+8）為準。本表僅供參考，可能與實際上播出的節目長度不同。
| 星期   | 電視台     | 時段                 |
| ------ | ---------- | -------------------- |
| 星期日 | 中視無線台 | 20:00－22:00（首播） |
| 星期六 | 中視無線台 | 15:00－17:00（重播） |
| 星期日 | 中視無線台 | 14:00－16:00（重播） |
| 星期六 | 中天娛樂台 | 20:00－22:00（首播） |
| 星期日 | 中天娛樂台 | 01:00－03:00（重播） |
| 星期日 | 中天娛樂台 | 12:00－14:00（重播） |
| 星期日 | 中天娛樂台 | 23:00－01:00（重播） |
| 星期六 | 中天娛樂台 | 15:00－17:00（重播） |

## 歷屆賽事
| 屆數   | 播出日期                    | 集數 | 冠軍 | 亞軍         | 季軍   | 第四名     | 第五名        | 第六名 | 最低/最高收視率 |
| ------ | --------------------------- | ---- | ---- | ------------ | ------ | ---------- | ------------- | ------ | --------------- |
| 第一屆 | 2008年8月24日－2009年2月8日 | 24   | 黑角 | 爵劇影色舞團 | Maniac | 法老與舞姬 | Freaky Klownz | 街頭酷 | 1.6007 / 2.8922 |

上標 該收視率之集數
※收視率資料來源：AGB尼爾森媒體研究、中時娛樂

### 第一屆
《舞林大道》自2008年8月24日開始第一屆的賽事，節目前甄選與《超級星光大道》第四季之甄選合併舉辦。主要評審有張勝豐、Kimiko、大目、劉真。在2009年2月1日進入總冠軍賽，冠軍：黑角、亞軍：爵劇影色舞團、季軍：Maniac、第四名：法老與舞姬、第五名：Freaky Klownz、第六名：街頭酷，第一屆賽事結束，共24集。共計Divus、舞道館、Big Deal、Feel Funk、Sexy Popper、Dance Flow、Bus Stop、Dance Force、台灣龍捲風等9組紛紛因為無法排除個人因素等障礙而賽前棄賽，其中台灣龍捲風是賽前棄賽名單中的唯一10強之一。
註：除夕2009年1月25日節目停播一集，改播除夕特別節目。
| 中視 星期日 20:00 - 22:00                       | 中視 星期日 20:00 - 22:00            | 中視 星期日 20:00 - 22:00                      |
| ----------------------------------------------- | ------------------------------------ | ---------------------------------------------- |
|                                                 | 舞林大道 （2008.08.24 - 2009.03.15） |                                                |
| 超級星光大道 （重播） （2008.8.10 - 2008.8.17） | 週日大精彩 （2009.03.22 - ）         |                                                |
| 中天娛樂台 星期六 20:00 - 22:00                 |                                      |                                                |
| -                                               | 舞林大道 （2008.08.30 - 2009.03.21） | 週日大精彩 （2009.03.28 - 改為週六00：00播出） |